# Standbeeld van Albrecht Rodenbach

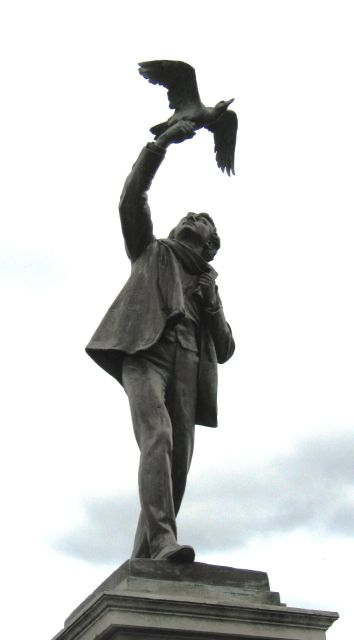
Standbeeld van Albrecht Rodenbach

Het Standbeeld van Albrecht Rodenbach is een standbeeld in de West-Vlaamse stad Roeselare, dat zich bevindt op het De Coninckplein.
Het standbeeld van Albrecht Rodenbach werd opgericht in 1909 en werd ontworpen door Jules Lagae. Deze voorvechter van de Vlaamse beweging laat een Blauwvoet (zeemeeuw) vrij, naar zijn in 1875 verschenen strijdlied. Rodenbach studeerde aan het Klein Seminarie Roeselare.
Overigens zou de oorspronkelijke "blauwvoet" een visarend zijn geweest, wat echter in het beeld niet tot uiting komt, doch door Hendrik Conscience in zijn boek "De kerels van Vlaanderen" expliciet wordt vermeld.